# Hazzan (Syria)
Hazzan (arab. حزان) – wieś w Syrii, w muhafazie Idlib. W 2004 roku liczyła 368 mieszkańców.